# William Dodgin Jr.
William Dodgin Jr., detto Bill (Gateshead, 4 novembre 1931 – Woking, 17 giugno 2000), è stato un calciatore e allenatore di calcio inglese, di ruolo difensore.

## Biografia
William Dodgin Jr. è morto il 17 giugno 2000 dopo una lunga battaglia contro l'Alzheimer.

## Carriera

### Giocatore
Figlio di William Dodgin Sr., inizia la propria carriera calcistica nel Southampton, con cui però non disputò alcuna gara ufficiale. Dopo appena un anno si accasa al Fulham, in concomitanza con l'approdo in panchina di suo padre. Durante il suo periodo ai Cottagers venne impiegato principalmente come terzino destro. In totale, nella sua prima esperienza al club collezionò 35 presenze.
Nel dicembre 1952 viene ceduto per una somma di 4.000 sterline all'Arsenal. Alla corte dei Gunners, cambia nuovamente ruolo, venendo adattato a difensore centrale. Esordisce ufficialmente con i londinesi il 15 aprile 1953, in occasione di un match contro il Bolton. Termina la stagione con questa sola apparizione, pregiandosi inoltre del titolo di First Division. Dopo la partenza di Ray Daniel in direzione Sunderland, Dodgin viene definitivamente nominato titolare, però, per via di alcune sue prestazioni opache, all'inizio dell'annata 1954-1955 viene nuovamente relegato in panchina e sostituito da Jim Fotheringham. Riottiene la titolarità nella stagione 1956-1957, divenendo da allora un punto fermo della squadra. Complessivamente, con la maglia dei Gunners collezionò 208 presenze.
Nel marzo 1961 Dodgin fa ritorno al Fulham a parametro zero. Scelto inizialmente come titolare, gioca con regolarità per la prima parte della stagione 1961-1962, finché un infortunio alla gamba lo costrinse a rimanere fuori dal campo per diversi mesi. Da lì in poi vide il suo minutaggio diminuire e, al termine dell'annata 1963-1964, decide di ritirarsi definitivamente dalle attività agonistiche.

### Allenatore
A distanza di quattro anni dal suo ritiro dall'agonismo, viene nominato tecnico del QPR, detentore della Coppa di Lega. L'avvio di stagione fu subito negativo, con la squadra che non riuscì ad ottenere una singola vittoria nelle prime 12 gare della stagione. Nel mese di novembre, data la situazione in classifica rimasta inalterata, la dirigenza decide di esonerarlo.
Il mese successivo, ottiene la guida tecnica del Fulham, neoretrocesso in Third Division. Dopo un quarto posto nell'annata 1969-1970, riesce a riportare la squadra in Second Division piazzandosi al secondo posto in classifica. Tuttavia, nel 1972, nonostante egli avesse evitato di poco la retrocessione, viene esonerato.
Successivamente Dodgin allenò Northampton Town e Brentford, riuscendo a portarli entrambi alla promozione in Fourth Division. Nel 1980 fa ritorno al Northampton Town, rimanendovi per le successive due stagioni. Dopo due anni d'inattività, si siede sulla panchina del Woking , con cui rimase una sola annata prima di ritirarsi definitivamente dalle attività calcistiche.

## Palmarès

### Giocatore

#### Competizioni nazionali
- Community Shield: 1

Arsenal: 1953